# Israël-Michel Rabbinowicz
Pour les articles homonymes, voir Rabinowicz.
Israël-Michel Rabbinowicz (6 juin 1818-27 mai 1893) est un érudit juif lituano-français, l'un des premiers Amants de Sion et traducteur du Talmud de Babylone en français.

## Biographie
Né à Horodetz (d) , dans l'ouïezd de Kobryn (actuel raïon de Kobryn) du gouvernement de Grodno (aujourd'hui en Biélorussie), du rabbin Asher Ẓebi (mort en 1862), qui était un rabbin de la deuxième génération de Horodetz et en même temps également rabbin d'Antopal. Enfant, il était considéré comme un enfant prodige et son dossier a été conservé en tant que membre à part entière de l'un des groupes d'étude de la synagogue. Il étudie à Brest puis à Hrodna et commence à enseigner lui-même des leçons de Talmud dans l'une des synagogues. Pendant un certain temps, il retourne dans la maison de son père à Antopal et le remplaçe dans les sermons à la synagogue pendant son absence. Durant cette période, il épouse une femme de Brest et déménage en ville, mais le couple se sépare.
Il déménage ensuite à Brody et rejoint le groupe de la Haskala de la ville, comme Isaac Erter et ses amis. Pendant un an et demi, il socialise avec les érudits de Brody afin d'acquérir la langue allemande, puis il se rend à Wrocław pour étudier le latin et le grec auprès du professeur Daniel Chwolson. À l'université de Wrocław il commence des études de linguistique, sans les achever. Durant cette période, il publie un livre de grammaire hébraïque, et étudie ensuite la médecine. Après huit ans d'études, il immigre en France et est nommé en 1854 comme interne dans un hôpital de Paris. Il soumet sa propre traduction en français d'un des écrits médicaux de Moïse Maïmonide, sous le titre Études historiques de l'empoisonnement, en tant que thèse de médecine.
À ce stade, il abandonna ses nombreuses activités et se concentra sur sa grande entreprise, la traduction du Talmud de Babylone en français, alors perçu comme la langue internationale la plus importante, dans le but de montrer la sagesse du peuple juif aux nations du monde. Parallèlement, il publie deux livres, l'un sur la législation civile dans le Talmud (en 5 volumes) et l'autre sur la législation pénale dans le Talmud. Tous ces livres ont été imprimés dans les années 1870.

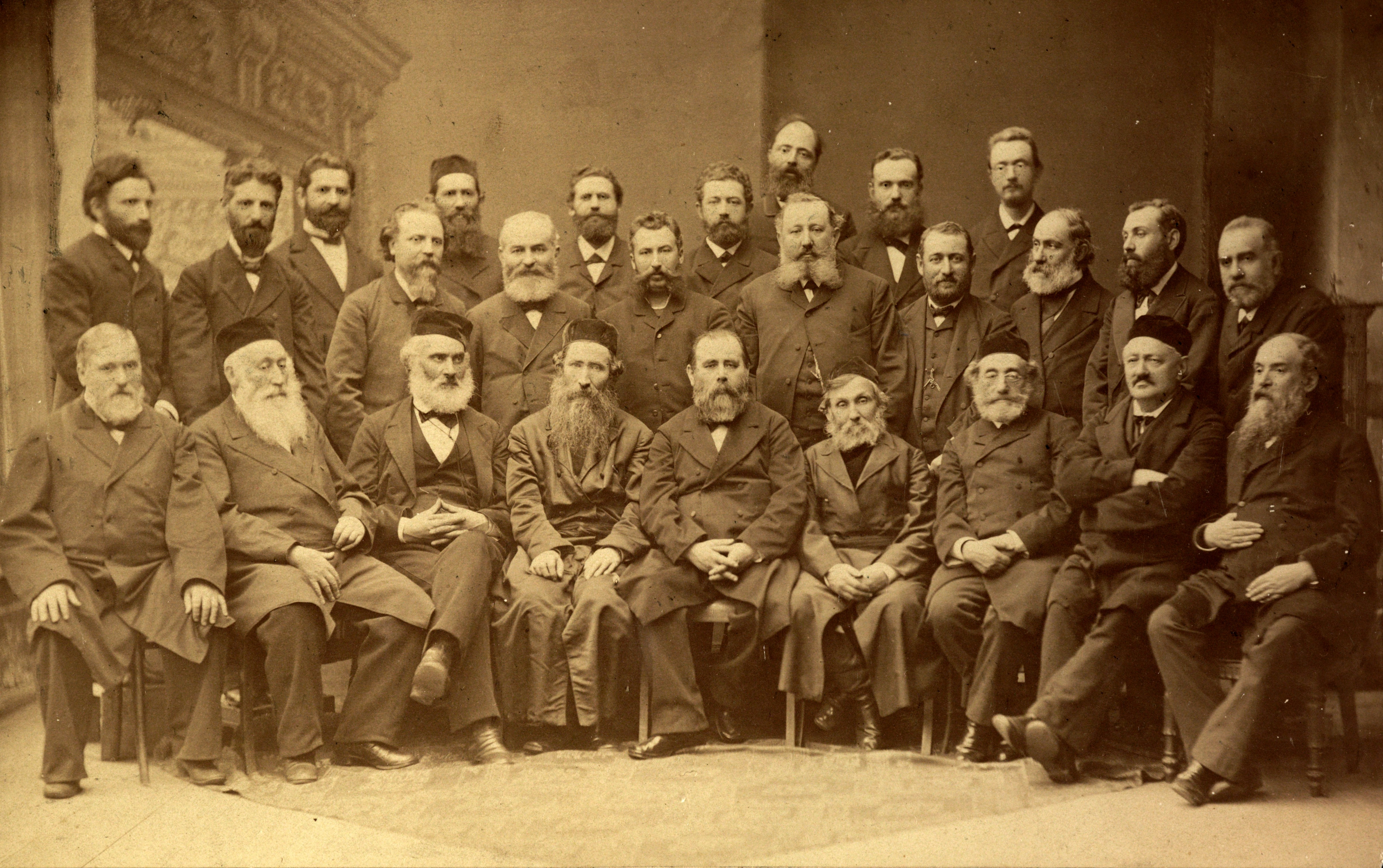
Participants à la conférence de Katowice. Rabbinowicz est deuxième en partant de la droite au premier rang.

Militant sioniste, il soutient l'association Hyidushi qui appelle au renouveau juif en Terre d'Israël et préside l'association Benei Zion de Paris (association parisienne affiliée au mouvement des Amants de Sion). Il est délégué du Benei Zion à la conférence de Katowice (en) et est élu membre du comité central.
En mai 1890, il visite son village natal d'Horodetz où son frère le rabbin Yohshua Yaakov Rabbinowicz était rabbin, à la place de leur père. Il prononce à cette occasion un discours en allemand faisant l'éloge du Talmud et mentionne son sermon — cinquante ans plus tôt — au même endroit. À Varsovie, il essaie d'organiser l'impression de ses livres traduits en russe, mais cela n'aboutit pas.
Rabbinowicz est décédé, après une période de maladie, à Londres où il vivait depuis trois ans, le 27 mai 1893.

## Publications
- Le Rôle de Jésus et des apôtres, Bruxelles, 1866
- La religion nationale des anciens Hébreux, réponse à la “Revue des deux mondes”, Paris, Maisonneuve, 1873
- Législation civile du Talmud, Paris, E. Thorin, 1873-80
- Législation criminelle du Talmud, Paris, 1876
- Essai sur le judaïsme, son passé et son avenir, Paris, 1877
- Les Principes thalmudiques de “Schehitah” et de “Terepha”, manière de tuer les animaux et leurs maladies au point de vue médical, Paris, 1877
- La Médecine du Thalmud, ou tous les passages concernant la médecine extraits des 21 traités du Thalmud de Babylone, Paris, 1880
- Grammaire de la langue française, d'après de nouveaux principes concernant les temps des verbes et leur emploi, Paris, E. Bouillon, 1889, 2e éd. (1re éd. 1886) (lire en ligne)